# Johann Karl Kottmann

Johann Karl Kottmann (Stich nach Johann Friedrich Dietler, 1829)

Kurhaus Weissenstein kurz nach Eröffnung

Johann Baptist Karl Kottmann (* 16. Juni 1776 in Schongau; † 23. August 1851 in Solothurn) war ein Schweizer Arzt.

## Leben
Johann Karl Kottmann war einer der Söhne des Bauern, Wirts und Untervogts Johann Kottmann in Schongau. Der Maler und Schweizer Generalstabsoffizier Franz Jakob Anton Kottmann (1783–1844) war sein jüngerer Bruder. Kottmann studierte Medizin und wurde 1803 mit seiner Dissertation De Influxu situs locorum in morbos an der Universität Altdorf zum Dr. med. promoviert. Im selben Jahr nahm er seine ärztliche Tätigkeit in Baden auf und wurde ab 1808 Stadt- und Spitalarzt in Solothurn sowie Kantonsarzt. Als letzterer organisierte er das kantonale Gesundheitswesen im Kanton Solothurn neu nach den wissenschaftlichen Erkenntnissen seiner Zeit. 1818 war er einer der Mitbegründer der Ökonomisch-gemeinnützigen Gesellschaft in Solothurn. Er war 1827/1828 Initiator des Baus des Kurhauses Weissenstein und dessen Förderer. Kottmann machte sich um die Armenpflege in Solothurn verdient.

## Schriften
- Über die warmen Heilquellen zu Baden im Aargau, 1826
- Der Weissenstein: Die Milch- und Molkenkuren, auch Molkenbäder auf dem Jura bei Solothurn, Solothurn 1829 (urn:nbn:de:bvb:12-bsb11425374-1 Digitalisat des Exemplars der Staatsbibliothek Bamberg)
- Geschichte des Medicinalwesens im Kt. Solothurn, 1829
- Notizen aus dem ärztl. Tagebuch einer vierzigjährigen Praxis, 1842